# Live in a Dive (Face to Face)
Live in a Dive is het derde livealbum van de Amerikaanse punkband Face to Face. Het is tevens het negende album uit de Live in a Dive-serie van het platenlabel Fat Wreck Chords. Het album werd door Fat Wreck Chords uitgegeven op 18 oktober 2019 op cd en lp. Live in a Dive bevat nummers vanuit de hele carrière van de band, van het debuutalbum Don't Turn Away (1992) tot en met het meer recente studioalbum Protection (2016).
Live in a Dive werd live opgenomen tijdens een concert in het poppodium Saint Vitus in Brooklyn (New York) in maart 2019.

## Achtergrond
Op 4 mei 2018 maakte Fat Wreck Chords bekend dat de Live in a Dive-serie weer zou worden hervat. In augustus dat jaar werd het eerste nieuwe livealbum uitgegeven, getiteld Ribbed: Live in a Dive. Dit album, van de band NOFX, was het eerste album die in deze reeks werd uitgegeven in 13 jaar tijd.
De uitgave van Live in a Dive van Face to Face werd aangekondigd in augustus 2019. Met deze aankondiging werd ook een nummer van het album uitgegeven, namelijk "Bent But Not Broken". In juli 2019 werd er een tour met Face to Face en Lagwagon aangekondigd, ter gelegenheid van de uitgave van de albums Live in a Dive en Railer. Het tweede nummer van het album dat online werd gezet was "All for Nothing", dat volgde in september 2019.

## Nummers
1. "Resignation" - 4:31
2. "Bent But Not Broken" - 2:26
3. "Bill of Goods" - 3:08
4. "Double Crossed" - 3:12
5. "What’s in a Name" - 2:57
6. "No Authority" - 2:51
7. "I Won’t Say I’m Sorry" - 3:35
8. "You Could’ve Had Everything" - 2:44
9. "Should Anything Go Wrong" - 2:59
10. "All for Nothing" - 3:21
11. "Disappointed" - 2:40
12. "Disconnected" - 4:35

## Band
- Scott Shiflett - basgitaar, achtergrondzang
- Danny Thompson - drums, achtergrondzang
- Dennis Hill - elektrische gitaar, achtergrondzang
- Trever Keith - zang, elektrische gitaar